# Шарипов, Рафаиль Фирдусович
Рафаиль Фирдусович Шарипов (1980 год) — российский самбист, чемпион Приволжского федерального округа России по боевому самбо, бронзовый призёр чемпионата России 2009 года по боевому самбо, мастер спорта России. Выступал в полулёгкой весовой категории (до 57 кг). Его наставниками были В. М. Самсонов и Шакиров. Является старшим тренером Республики Башкортостан по боевому самбо.

## Спортивные результаты
- Чемпионат России по боевому самбо 2009 года — ;
- Чемпионат Приволжского Федерального округа по боевому самбо — .